# 浜の町病院
浜の町病院(はまのまちびょういん)は、国家公務員共済組合連合会が福岡県福岡市中央区長浜に設置する病院。地域医療支援病院等に指定されている。

## 沿革
(下表の出典)
| 昭和26年 4月 | 聖福病院付属浜の町診療所として開設                                 |
| 昭和27年 6月 | 非現業共済組合連合会福岡浜の町病院として独立                       |
| 昭和33年10月 | 旧病院 北病棟完成、ベッド数210床                                   |
| 昭和35年 5月 | 人間ドック開設                                                     |
| 昭和42年 8月 | 旧病院 南病棟完成、ベッド数417床                                   |
| 昭和43年 7月 | 臨床研修指定病院認定(厚生省)                                       |
| 昭和47年 2月 | 旧病院 中央病棟・管理棟完成                                        |
| 昭和47年 2月 | 人工腎臓透析開始                                                   |
| 昭和50年 6月 | ベッド数440床                                                      |
| 平成 2年 3月 | 旧病院 別館完成、ベッド数520床                                     |
| 平成 6年 4月 | 2：1新看護(看護A加算)承認                                          |
| 平成 7年 6月 | オーダリングシステム導入(内科外来、薬剤部、医事課)                 |
| 平成11年 1月 | 手術室全面改修竣工・無菌室(骨髄移植)3床に増設                      |
| 平成11年11月 | 脳ドック開設                                                       |
| 平成12年 1月 | 二次救急病院指定・検査システムの更新                               |
| 平成12年 2月 | ホームページ開設                                                   |
| 平成12年 4月 | 医療情報室設置                                                     |
| 平成12年 6月 | 季刊誌「はまかぜ」創刊                                             |
| 平成12年 9月 | 開放型病床届出受理(10床)                                           |
| 平成12年10月 | 脳神経センター設置                                                 |
| 平成12年10月 | 内視鏡手術センター設置                                             |
| 平成13年 2月 | 開放型病床数変更届出受理(20床)                                     |
| 平成13年 6月 | 急性期病院加算の取得                                               |
| 平成13年 7月 | 院内PHS導入                                                        |
| 平成14年 4月 | ボランティア導入                                                   |
| 平成14年 4月 | 医局LAN導入                                                        |
| 平成14年 6月 | 50年誌発刊                                                         |
| 平成14年 7月 | 血液腫瘍センター設置                                               |
| 平成15年 1月 | 無菌室13床に増床                                                   |
| 平成15年 8月 | 外来診療録一元化実施                                               |
| 平成16年 2月 | MRI更新(1.5ﾃｽﾗ)                                                    |
| 平成16年 4月 | 救急部設置                                                         |
| 平成16年 5月 | ICU設置                                                            |
| 平成16年10月 | 日本医療機能評価機構より認定（バージョン4.0）                      |
| 平成17年 4月 | オーダリングシステム導入                                           |
| 平成18年 6月 | DPC制度導入                                                        |
| 平成18年 7月 | 7対1入院基本料承認                                                 |
| 平成21年 4月 | 地域医療支援病院承認                                               |
| 平成22年3月  | 日本医療機能評価機構より認定（バージョン6.0）                      |
| 平成22年 4月 | 福岡県指定がん診療拠点病院指定                                     |
| 平成25年 6月 | 新病院竣工                                                         |
| 平成25年10月 | 新病院移転、ベット数468床                                          |
| 平成25年10月 | 電子カルテシステム導入                                             |
| 平成25年10月 | MRI増設(3.0テスラ)導入、血管造影装置および心臓カテーテル装置を一新 |
| 平成25年10月 | CT更新(320列、80列)導入、高精度放射線治療装置を一新                |
| 平成25年10月 | 無菌病棟設置                                                       |
| 平成27年2月  | 日本医療機能評価機構より認定（3rd:Ver.1.0）                        |
| 平成27年 4月 | 福岡県指定がん診療拠点病院指定更新                                 |
| 平成29年 4月 | セヴァリンによるRI（アイソトープ）標識抗体療法開始                 |
| 平成29年 8月 | 強度変調放射線治療（IMRT）を開始                                   |
| 令和元年10月 | MRI3.0テスラ2台体制                                                |
| 令和2年1月   | 日本医療機能評価機構より認定（3rdG:Ver.2.0）                       |
| 令和2年 4月  | 地域がん診療連携拠点病院指定                                       |
| 令和5年 9月  | 災害拠点病院指定 福岡県災害派遣医療チーム指定                      |

## 診療科
(以下の出典)

### 診療部
- 内科
- 血液内科
- 循環器内科
- 呼吸器内科
- 消化器内科
- 肝臓内科
- 腎臓内科
- 糖尿病・内分泌内科
- 脳神経内科
- リウマチ・膠原病内科
- 腫瘍内科
- 緩和医療内科
- 総合診療科
- 感染症内科
- 救急科
- 小児科
- 精神科
- 外科
- 消化器外科
- 乳腺・内分泌外科
- 呼吸器外科
- 整形外科
- 産科
- 婦人科脳神経外科
- 眼科
- 耳鼻咽喉科・頭頸部外科
- 泌尿器科
- 皮膚科
- 形成外科
- 麻酔科
- 放射線科
- 病理診断科
- リハビリテーション科
- アレルギー科

## アクセス

### 最寄り駅
- 福岡市営地下鉄　天神駅
- 福岡市地下鉄七隈線　天神南駅
- 西鉄天神大牟田線　西鉄福岡（天神）駅